# Lech Mróz
Lech Jacek Mróz, (ur. 26 listopada 1939) – cyganolog, do 2013 dyrektor Instytutu Etnologii i Antropologii Kulturowej Uniwersytetu Warszawskiego. Prowadził badania w Bieszczadach, Mongolii, wśród koczowników w Indiach i w Czarnogórze, na Bałkanach. 
W 1964 obronił na Uniwersytecie Warszawskim pracę magisterską pt. Z zagadnień problematyki cygańskiej dawniej i obecnie. W 1993 uzyskał stopień doktora habilitowanego w zakresie etnologii na podstawie obronionej na Uniwersytecie Warszawskim pracy Geneza Cyganów i ich kultury. W 2002 otrzymał tytuł profesora nauk humanistycznych.
Autor hasła Cyganie Wielkiej Encyklopedii Powszechnej PWN. Wśród wypromowanych przez niego doktorów znalazł się m.in. Łukasz Smyrski (2002).
Skarbnik Towarzystwa Naukowego Warszawskiego (2014–2020), zastępca przewodniczącego Komitetu Nauk Etnologicznych PAN, członek krajowy korespondent Polskiej Akademii Umiejętności.
Odznaczony Złotym Krzyżem Zasługi (2005) oraz Krzyżem Kawalerskim Orderu Odrodzenia Polski (2010).

## Publikacje
- Cyganie. Odmienność i nietolerancja, Warszawa 1994 (wraz z Andrzejem Mirgą)
- Geneza Cyganów i ich kultury, Wydawnictwo Fundacji "Historia pro Futuro", Warszawa 1992, ISBN 83-85408-19-3
- Dzieje Cyganów-Romów w Rzeczypospolitej XV–XVIII w., DiG, Warszawa 2001, ISBN 83-7181-159-4
- Between Tradition and Postmodernity: Polish Ethnography at the Turn of the Millenium, DIG, Warsaw 2003 ISBN 83-7181-285-X
- Zjazd absolwentów, historia i współczesność warszawskiej etnologii, Instytut Etnologii i Antropologii Kulturowej Uniwersytetu Warszawskiego, Warszawa 2007, ISBN 83-913492-5-X, s. 91